# حمرية برتروانية
حمرية برتروانية (الاسم العلمي:Erythrina berteroana) هي نوع من النباتات تتبع جنس الحمرية من الفصيلة البقولية.